# بلو سي (كيبك)
بلو سي (بالإنجليزية: Blue Sea, Quebec)‏ هي معلم جغرافي و بلدية محلية في كيبيك تقع في كندا في La Vallée-de-la-Gatineau Regional County Municipality. يقدر عدد سكانها بـ 674 نسمة ومساحتها 87.70 كم2 .